# Joseph Sanial-Dubay
Joseph Sanial-Dubay (né vers 1754 au Cheylard (Ardèche) et mort le 2 juillet 1817 Paris) est un écrivain et moraliste français,.

## Œuvres
- Quelques Pensées sur les mœurs, Paris[3], 1808.
- Pensées sur l'homme, le monde et les mœurs[2],[1], 1813.
- Pensées sur l'homme,... augmentées de celles qui n'avaient pu paraître sous le règne de la tyranie[1], 1815.